# Климат Алма-Аты
Климат Алматы — континентальный, характеризуется влиянием ярко выраженной горно-долинной циркуляции и высотной поясности, что особенно проявляется в южной части города, расположенной непосредственно в зоне перехода горных склонов к равнине.

## Характеристика
Температурный режим города в целом немного мягче среднего по Казахстану за счёт относительно высоких температур в зимний период. Средняя многолетняя температура воздуха равна +10°C, что значительно выше показателей Москвы и Астаны. Тем не менее, из-за высотной поясности и расположения в сердце материка, быстро остывающего зимой, климат Алматы значительно прохладней расположенных на той же 43-й параллели Тбилиси, Софии, Барселоны и других средиземноморских городов. Средняя температура самого холодного месяца (января) равна −от 5°C до -9°C, самого тёплого месяца (июля) — +23,8°C. Заморозки в среднем начинаются 14 октября, заканчиваются 1 апреля. Устойчивые морозы держатся в среднем 67 суток — с 19 декабря по 23 февраля. Погода с температурой более +30°C наблюдается в среднем 36 суток в году. В центре Алматы, как и любого крупного города, существует «остров тепла» — контраст средней суточной температуры между северными и южными окраинами города составляет 3,8% и 0,8°C в самую холодную и 2,2% и 2,6°C в самую жаркую пятидневку. Поэтому заморозки в центре города начинаются в среднем на 7 дней позже и заканчиваются на 3 дня раньше, чем на северной окраине.
Максимально высокая температура воздуха была зафиксирована в городе 31 июля 1983 года — +43°C.

## Осадки
В год в среднем выпадает 600-650 мм осадков, главный максимум приходится на апрель – май, второстепенный — на октябрь – ноябрь. Засушливый период приходится на август. Средней датой образования устойчивого снежного покрова считается 30 ноября, хотя время его появления колеблется от 5 ноября до 21 декабря. Средняя дата схода снега — 15 марта (колеблется от 26 февраля до 29 марта). 50–70 суток в году в городе и его окрестностях наблюдаются туманы.

## Климатические особенности
Для Алматы не являются редкостью поздние майские снегопады и резкие, но кратковременные похолодания. К примеру, за последние 70 лет такие снегопады регистрировались 30 мая 1958 года, 18 мая 1966 года, 1 мая 1987 года, 13 мая 1985 года, 1 мая 1989 года, 5 мая 1993 года и 18 мая 1998 года. Абсолютный рекорд позднего снегопада в Алматы — 17 июня 1987 года. Они, как правило, происходят вследствие кратковременного ночного похолодания, за которым следует такое же внезапное потепление. В результате большая масса липкого снега быстро тает, однако успевает повредить большое количество деревьев и нанести урон урожаю.
Также в Алматы неоднократно регистрировались такие курьёзные природные явления, как зимний дождь (после нескольких предшествовавших снегопадов). Самые памятные подобные события происходили 16 декабря 1996 года во время проведения военного парада в честь 5-летия Независимости республики и в новогоднюю ночь с 2001 на 2002 год.
Чаще всего на метеостанции Алматы ГМО регистрируется юго-восточный ветер (30%): его устойчивость растёт летом (37%) и падает зимой (19%). В равнинных северных частях города наиболее часты (22-28% в году) ветры северо-западного направления. В среднем в течение года на протяжении 15 суток наблюдаются сильные ветры скоростью 15 м/с и более.
| Показатель                    | Янв.  | Фев.  | Март  | Апр.  | Май  | Июнь | Июль | Авг. | Сен. | Окт.  | Нояб. | Дек.  | Год   |
| ----------------------------- | ----- | ----- | ----- | ----- | ---- | ---- | ---- | ---- | ---- | ----- | ----- | ----- | ----- |
| Абсолютный максимум, °C       | 18,2  | 19,0  | 28,0  | 33,2  | 35,8 | 39,3 | 41,7 | 40,5 | 38,1 | 31,1  | 25,4  | 19,2  | 41,7  |
| Средний суточный максимум, °C | 0,7   | 2,2   | 8,7   | 17,3  | 22,4 | 27,5 | 30,0 | 29,4 | 24,2 | 16,3  | 8,2   | 2,3   | 15,8  |
| Средняя температура, °C       | −4,7  | −3    | 3,4   | 11,5  | 16,6 | 21,6 | 23,8 | 23,0 | 17,6 | 9,9   | 2,7   | −2,8  | 10,0  |
| Средний суточный минимум, °C  | −8,4  | −6,9  | −1,1  | 5,9   | 11,0 | 15,8 | 18,0 | 16,9 | 11,5 | 4,6   | −1,3  | −6,4  | 5,0   |
| Абсолютный минимум, °C        | −30,1 | −37,7 | −24,8 | −10,9 | −7   | 2,0  | 7,3  | 4,7  | −3   | −11,9 | −34,1 | −31,8 | −37,7 |
| Норма осадков, мм             | 34    | 43    | 75    | 107   | 106  | 57   | 47   | 30   | 27   | 60    | 56    | 42    | 684   |
| Источник: Погода и климат     |       |       |       |       |      |      |      |      |      |       |       |       |       |

| Показатель                        | Янв. | Фев. | Март | Апр. | Май  | Июнь | Июль | Авг. | Сен. | Окт. | Нояб. | Дек. | Год  |
| --------------------------------- | ---- | ---- | ---- | ---- | ---- | ---- | ---- | ---- | ---- | ---- | ----- | ---- | ---- |
| Средний суточный максимум, °C     | 0,3  | 1,5  | 10,5 | 17,9 | 23,2 | 28,0 | 30,9 | 29,7 | 24,4 | 16,6 | 7,2   | 1,4  | 16,0 |
| Средняя температура, °C           | −3,6 | −2,4 | 5,8  | 12,9 | 17,8 | 22,4 | 25,1 | 23,8 | 18,7 | 11,6 | 3,4   | −2   | 11,1 |
| Средний суточный минимум, °C      | −7,5 | −6,4 | 1,0  | 7,7  | 12,1 | 16,9 | 19,3 | 17,8 | 12,8 | 6,2  | −0,7  | −5,6 | 6,1  |
| Источник: www.weatheronline.co.uk |      |      |      |      |      |      |      |      |      |      |       |      |      |

## Горно-долинная циркуляция
Наиболее значительное влияние на температурный режим города оказывает так называемая горно-долинная инверсия температур, представляющая собой повышение температуры воздуха до высоты порядка 1500 – 1650 м. Это явление связано со стремлением холодного воздуха занять самые низкие участки земной поверхности. К примеру, средняя ночная температура января в районе города Капчагай (430 м выше уровня моря) составляет −11,4°С, а в Алматы (848 м) она повышается до −8,0°С. На Медеу (1529 м) повышается до −4,9°С, а на Большом Алматинском озере (2511 м) снова опускается до −9,5°С.
Этот же феномен, равно как и рельеф города, расположенного в межгорной котловине, оказывают влияние и на довольно сложную экологическую обстановку, характеризующуюся частым установлением смога. Аналогичное явление демонстрируют похожие на Алматы предгорные города схожих широт, расположенные в сухих горных котловинах: Чита, Афины, Лос-Анджелес, Сантьяго-де-Чили, Мехико.

## Настоящее время
Как считают эксперты, в настоящее время климат города приобрёл черты субтропического: лето — душное с ливневыми дождями, грозами и штормовыми ветрами. Зима — тёплая с лужами и обильным мокрым снегопадом.